# رازان (خرم‌آباد)
رازان، روستایی از توابع بخش زاغه شهرستان خرم‌آباد در استان لرستان ایران است.

## جمعیت
این روستا در دهستان رازان قرار دارد و براساس سرشماری مرکز آمار ایران سرشماری عمومی نفوس و مسکن، جمعیت آن ۱۵۲۹ نفربوده‌است.مردم رازان از طوایف اروان و پیامنی می باشند که اصالتا از قوم لک هستند